# Ампкуа (река)
А́мпкуа (англ. Umpqua River) — река в округе Дуглас, штат Орегон, США, в регионе Орегонское побережье. Длина — 179 км. Площадь бассейна — 11 163 км². Средний расход воды — 208 м³/с. Уклон реки — 0,61 м/км.

## География, описание
Ампкуа берёт свой исток от слияния рек Норт-Ампкуа и Саут-Ампкуа близ города Роузберг на высоте 110 метров над уровнем моря. Общее направление течения — с юго-востока на северо-запад. Пересекая Орегонский береговой хребет, впадает в Тихий океан близ поселения Уинчестер-Бей. На реке развито спортивно-туристическое рыболовство, вдоль неё проложен автомобильный туристический маршрут.
Населённые пункты на реке, от истока к устью
- Ампкуа[англ.] (112 жителей)
- Элктон[англ.] (195)
- Скоттсберг[англ.]
- Ридспорт[англ.] (4154)
- Уинчестер-Бей[англ.] (382)

Крупнейшие притоки, от истока к устью
- Калапуйя-Крик
- Элк-Крик
- Лейк-Крик
- Смит[англ.]

## История
По берегам реки издавна селились индейцы племени ампква (от этого названия река и получила, собственно, своё имя) и калапуйя. Название реке дал шотландский ботаник Дэвид Дуглас в 1825 году. В 1854 году местные индейцы уступили эти земли Правительству США, откочевав в резервацию в близлежащий округ Линкольн. У устья выстроен маяк, функционирующий с 1857 года. В 1862 году река Ампкуа, как и многие другие реки региона, поднялась до невиданного уровня, на 3—4,5 метра, причинив огромный ущерб местным жителям. В 1936 году через реку был построен мост, по которому проходит автомагистраль US-101. Ещё одно заметное наводнение на реке случилось в ноябре 1996 — январе 1997 года.
И маяк и мост внесены в Национальный реестр исторических мест США в 1977 и в 2005 годах соответственно.

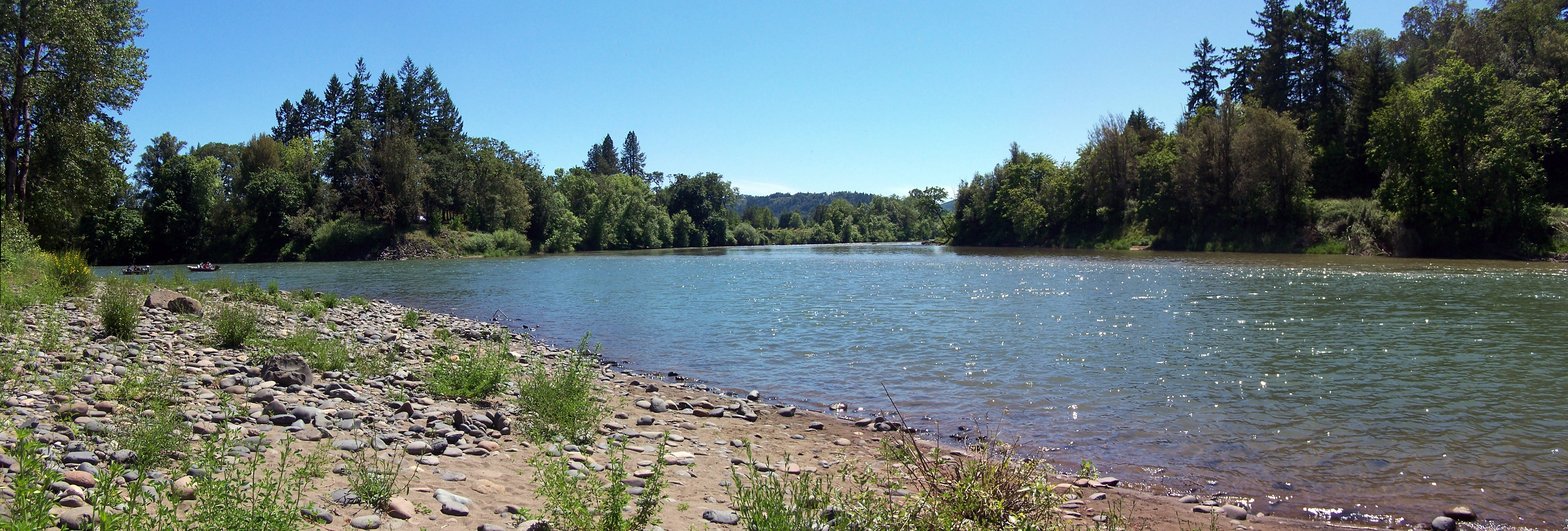
Исток реки Ампкуа: слева — Норт-Ампква, справа — Саут-Ампкуа

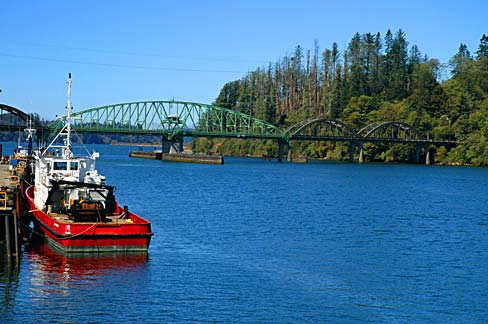
Мост Ампкуа-Ривер[англ.]
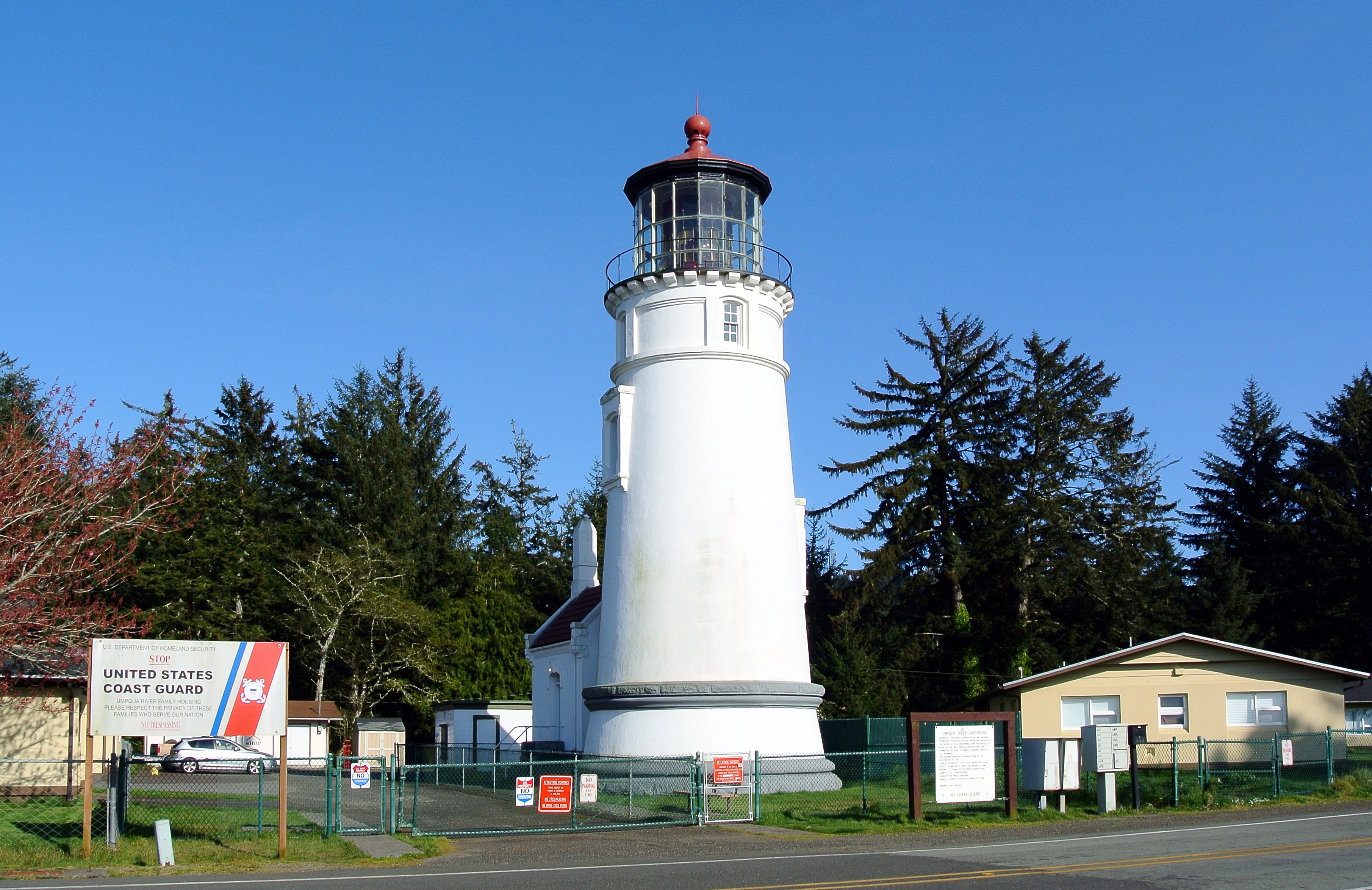
Маяк реки Ампкуа[англ.]
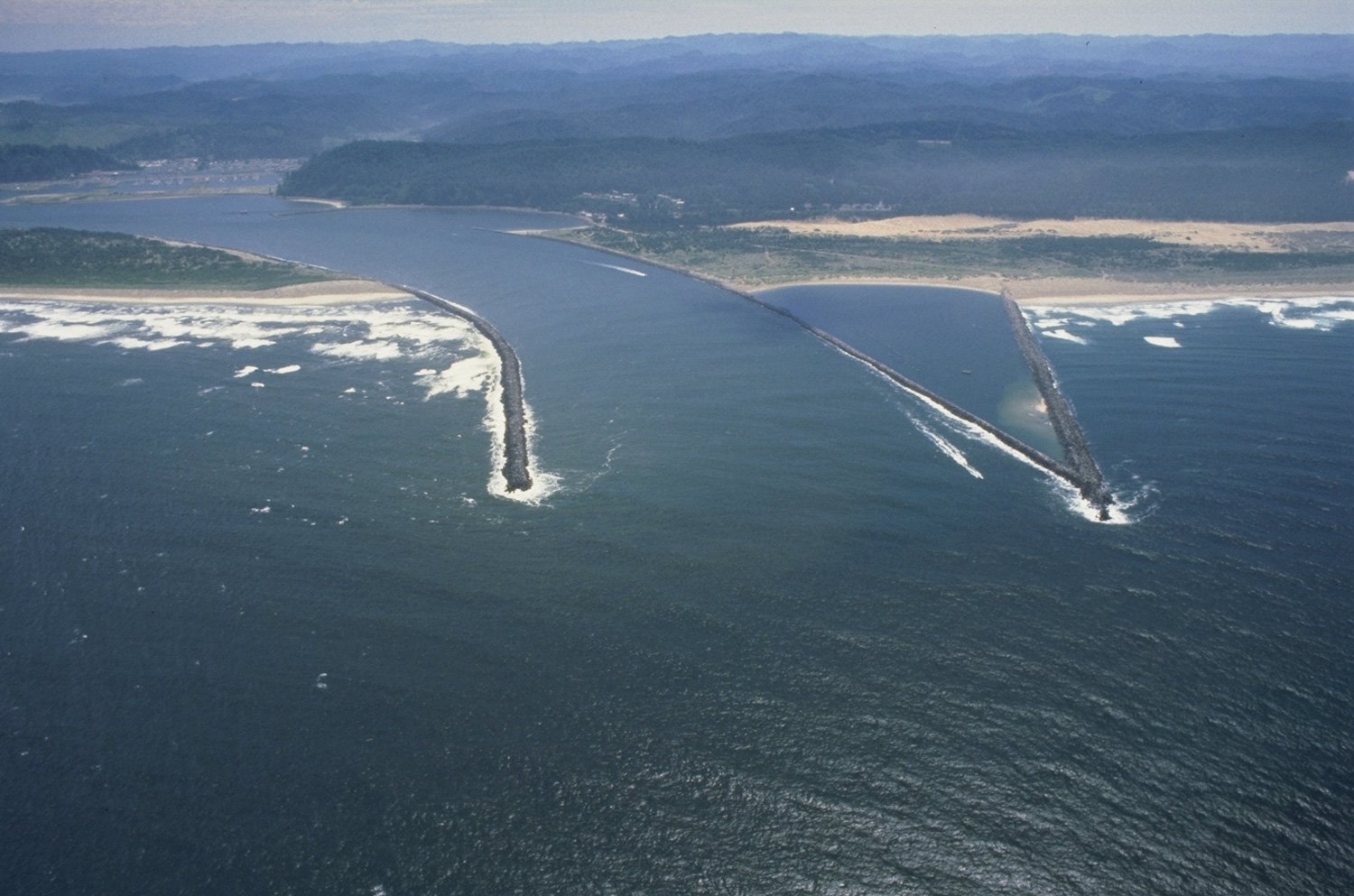
Устье реки Ампкуа, оформленное волнорезами.